# Battaglia di Hanau
La battaglia di Hanau fu combattuta il 30 ottobre 1813 a Hanau in Germania tra le forze francesi di Napoleone Bonaparte, in ritirata dopo la pesante sconfitta patita nella battaglia di Lipsia, e un'armata di truppe austriache e bavaresi comandata dal generale Carl Philipp von Wrede, intenta a sbarrare loro la via verso la Francia, nell'ambito degli eventi della guerra della sesta coalizione.
Benché con poche e demoralizzate truppe a disposizione, Napoleone riuscì a trarre vantaggio dalla sfavorevole posizione assunta dall'armata di Wrede, posizionata con alle spalle il fiume Kinzig, per infliggere agli austro-bavaresi una dura sconfitta, aprendo la via per la continuazione della sua ritirata alla volta della Francia.

## Antefatti
La battaglia di Lipsia, il più grande e sanguinoso scontro campale delle guerre napoleoniche, ebbe inizio il 16 ottobre 1813 e si concluse dopo tre giorni di duri combattimenti con una decisiva vittoria delle forze della Sesta coalizione: la Grande Armata francese subì pesanti perdite e i suoi alleati tedeschi defezionarono in massa passando dalla parte dei coalizzati, obbligando l'imperatore Napoleone Bonaparte ad abbandonare la Germania centrale e a tentare di ripiegare verso ovest alla volta della madrepatria. L'unica strategia possibile per Napoleone era quella di raggiungere e superare il più presto possibile il corso del fiume Reno, dietro cui poteva raggruppare e riorganizzare le sue forze sfruttando le linee di comunicazione più corte e la sicurezza delle sue retrovie; la prima preoccupazione dell'imperatore era che il suo esercito già martoriato dovesse essere costretto a combattere di nuovo contro forze superiori, così diede ordine che la ritirata fosse effettuata a grande velocità.
Se le forze dei coalizzati avessero lanciato una decisa avanzata nei giorni immediatamente seguenti la battaglia di Lipsia difficilmente la disorganizzata armata francese sarebbe sfuggita a una nuova disfatta, ma gli eserciti alleati avevano a loro volta subito pesanti perdite a Lipsia e non furono in grado di organizzare un inseguimento efficace. Con le azioni belliche ridottesi ad alcune schermaglie di retroguardia, Napoleone fu in grado di insediare il suo quartier generale a Erfurt il 23 ottobre e di iniziare a riorganizzare le sue truppe; il 26 ottobre l'imperatore inviò una serie di messaggi ai suoi corpi d'armata ordinandogli di dirigere su Francoforte sul Meno passando per Eisenach e Fulda: la destinazione finale era Magonza, sulle rive del Reno.

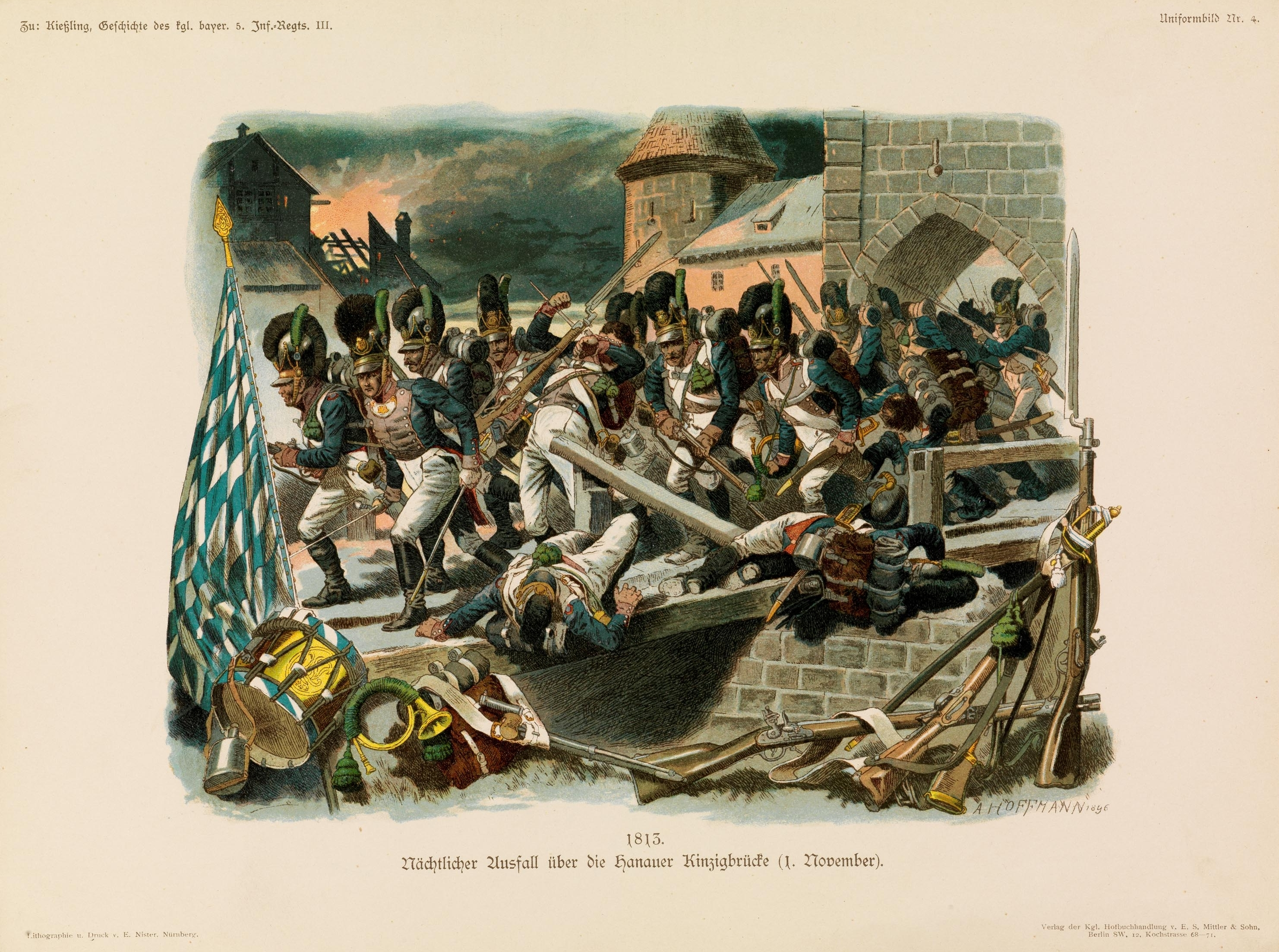
Fanteria bavarese in azione in una litografia del XIX secolo

La dissoluzione della Confederazione del Reno alleata della Francia era iniziata anche prima della battaglia di Lipsia: l'elemento più importante della Confederazione, il Regno di Baviera, aveva defezionato già l'8 ottobre 1813 quando, con il trattato di Ried, si era aggregato alla Sesta coalizione e aveva dichiarato guerra alla Francia; ciò diede modo ai coalizzati di mettere assieme un'armata di 45-50 000 soldati tra bavaresi e austriaci, sotto il comando del generale Karl Philipp von Wrede, e di lanciarla a partire dalla zona del Danubio verso la retroguardia di Napoleone in Franconia. Wrede marciò su Würzburg, dove la piccola guarnigione francese al comando del generale Jean Victor Tharreau si barricò nella locale cittadella lasciando in mano ai coalizzati il centro abitato; da Würzburg Wrede mosse quindi verso la strategica città di Hanau, a breve distanza a est di Francoforte e collocata proprio sulla rotta principale scelta da Napoleone per la sua ritirata.
L'avanguardia di Wrede raggiunse Hanau il 28 ottobre e prese possesso della città; il generale bavarese riteneva che il corpo centrale dei francesi si sarebbe ritirato passando per Coblenza lungo una rotta più a nord di Hanau e si aspettava di imbattersi solo in forze secondarie dislocate sul fianco dell'armata principale e ammontanti a non più di 20 000 uomini, offrendogli l'opportunità di partecipare alla sconfitta di Napoleone senza correre troppi rischi. Wrede contava poi sul fatto che i reparti francesi fossero tallonanti da vicino dall'Armata di Boemia del generale austriaco Karl Philipp Schwarzenberg, la quale però era molto più lontana di quanto Wrede credeva e non si trovava in contatto con le forze di Napoleone.

## Le forze in campo

### Coalizzati

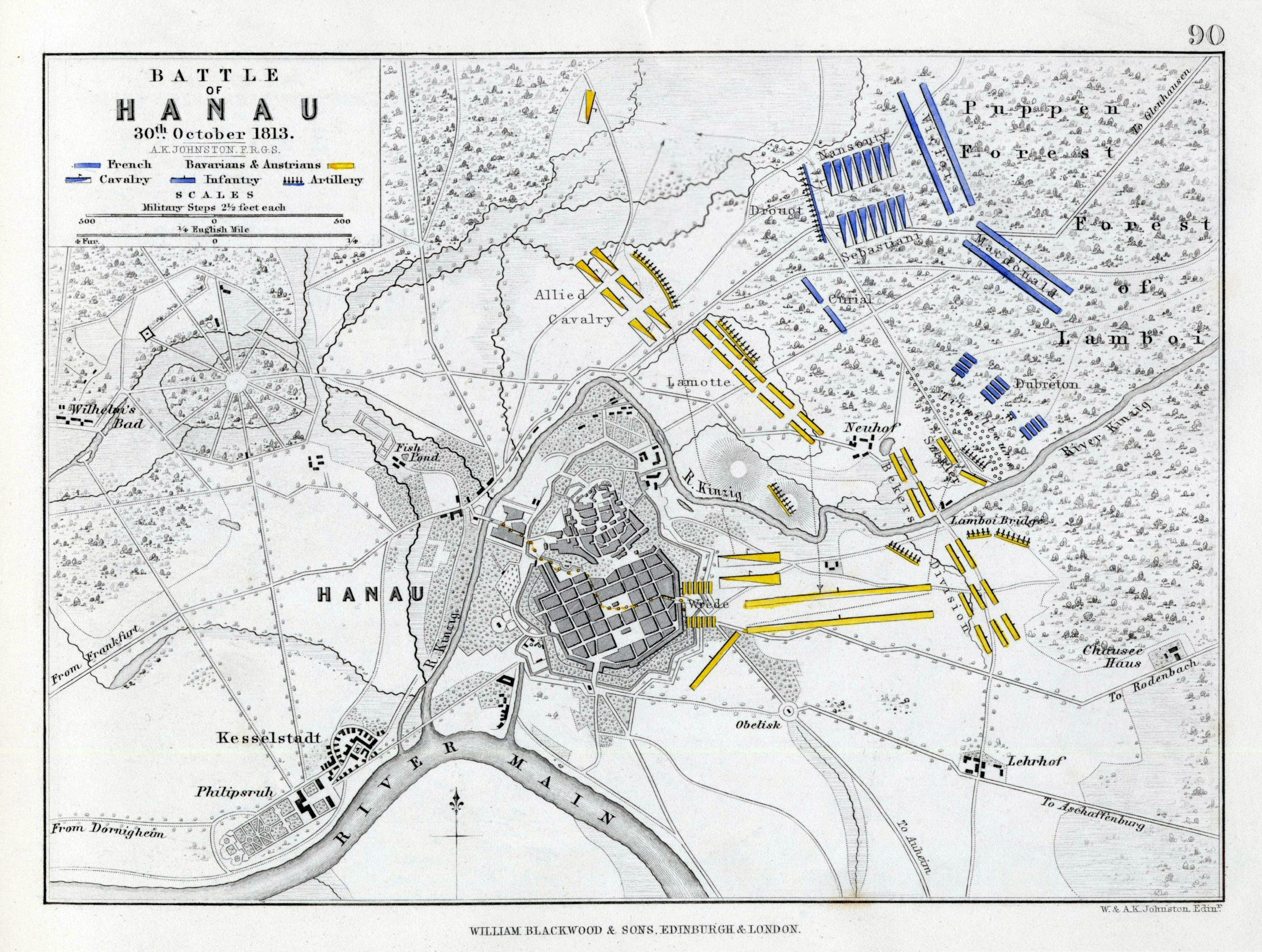
La disposizione delle opposte forze all'inizio della battaglia

Le forze dei coalizzati ad Hanau consistevano in due corpi d'armata, uno bavarese e uno austriaco, e ammontavano a non meno di 42 000 uomini: 33 000 fanti, 9 000 cavalieri e 94 pezzi di artiglieria.
Il corpo d'armata austriaco era agli ordini del feldmaresciallo Fresnet, e annoverava 24 000 uomini: 18 000 fanti in 18 battaglioni, 6 000 cavalieri in 32 squadroni e 34 pezzi d'artiglieria; queste forze erano suddivise in tre divisioni sotto il comando dei generali Bach, Trautenberg e Spleny. Il corpo d'armata bavarese, sotto il comando dello stesso Wrede, ammontava a 18 000 uomini di cui 15 000 fanti in 17 battaglioni, 3 000 cavalieri in 20 squadroni e 60 pezzi d'artiglieria; i bavaresi erano suddivisi in due divisioni sotto i generali Beckers e Lamotte, una riserva di cavalleria su tre brigate sotto i generali Bieregg, Ellbracht e Dietz e un contingente di artiglieria indipendente al comando del generale Cologne.

### Francesi
L'armata francese aveva subito perdite così gravi a Lipsia che i suoi corpi d'armata erano ridotti a una frazione dell'organico precedente. Le truppe in marcia verso Hanau ammontavano tra 40 000 e 50 000 uomini, ma solo una frazione di essa era costituita da reparti pronti al combattimento e Napoleone poteva ragionevolmente contare su meno di 30 000 uomini: il II, V, XI Corpo d'armata, il I e II Corpo di cavalleria della riserva e la Guardia imperiale; a parte le unità della Guardia, la maggior parte dei battaglioni francesi aveva meno di 100 uomini e gli squadroni di cavalleria erano ancora più piccoli.
Di questi uomini, solo una divisione del II Corpo del maresciallo Claude-Victor Perrin (quella del generale Jean-Louis Dubreton, forte di 15 battaglioni) e una del XI Corpo del maresciallo Étienne Macdonald (quella del generale Henri-François-Marie Charpentier, forte di 11 battaglioni) furono impegnate in battaglia per un totale di circa 7-8 000 uomini, con in supporto i 3 000 uomini del II Corpo di cavalleria del generale Horace Sébastiani e i 4 000 della cavalleria della Guardia imperiale guidati dal generale Étienne Nansouty, oltre ai 6 000 fanti e 52 cannoni della Guardia imperiale giunti in un secondo momento. In totale Napoleone poteva disporre di circa 20 000 uomini per lo scontro.

## La battaglia

### Manovre preliminari

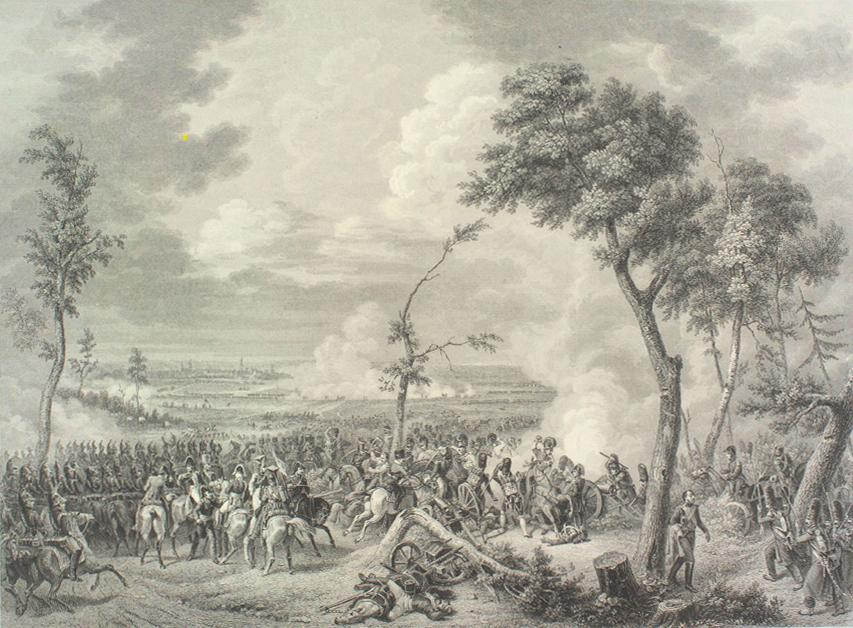
La battaglia di Hanau in una stampa del XIX secolo

Il 29 ottobre, avendo calcolato correttamente che la sua armata era abbastanza forte per bloccare la ritirata di una forza nemica disorganizzata, Wrede decise di dare battaglia ad Hanau: il generale aveva avuto parecchio tempo per preparare le sue disposizioni e schierare il suo esercito in un ordine relativamente stretto e profondo, il che era abbastanza ragionevole dato che la sua intenzione era di rimanere sulla difensiva. Hanau sorge a nord del fiume Meno, circondata sui lati nord e ovest dal fiume Kinzig che si immette nel Meno poco a sud-ovest della città; a nord di Hanau si ergevano diverse fitte foreste lungo le quali correva la strada da Erfurt a Francoforte, la principale via di ritirata presa dai francesi: la strada correva parallela al Kinzig e costeggiava Hanau senza passarvi attraverso. Il corso del Kinzig era gonfio delle piogge stagionali e costituiva quindi un ostacolo notevole, con solo due ponti che lo attraversavano in quella zona: uno a nord-ovest di Hanau, e il ponte di Lamboi a est al limite sud-occidentale dell'omonima foresta.
La sinistra dello schieramento di Wrede, un contingente composto principalmente di cavalleria, era schierata a bloccare la strada per Francoforte mentre il corpo centrale delle forze austro-bavaresi era posizionato sulla sponda settentrionale del fiume Kinzig andando dalla strada per Francoforte fino al ponte di Lamboi; all'ala destra le divisioni di Elbracht e Trautenberg erano piazzate sulla riva meridionale del Kinzig, sul lato est dell'abitato di Hanau, mentre la divisione bavarese di Beckers costituiva l'estrema ala destra della linea alleata ed era piazzata su entrambe le sponde del Kinzig sui due lati del ponte di Lamboi. Il reggimento austriaco Szekler, forte di due battaglioni, come pure vari gruppi di schermagliatori tratti da altre unità erano piazzati in posizione avanzata nella foresta di Lamboi davanti allo schieramento principale; parte della cavalleria era in seconda linea, verso il centro dello schieramento, con l'artiglieria abbastanza uniformemente dispersa su tutto il campo di battaglia
Nel frattempo, Napoleone aveva speso la notte tra il 29 e il 30 ottobre al castello di Isenburg, vicino Gelnhausen, dove ricevette dettagliati rapporti sullo schieramento degli austro-bavaresi che confermarono l'intenzione del nemico di dare battaglia; Napoleone diede subito ordine di deviare le salmerie e i bagagli dell'armata più a nord, lontano dalle forze dei coalizzati, sotto la protezione del corpo di cavalleria del generale Jean Toussaint Arrighi de Casanova, mentre l'imperatore stesso guidava il resto delle sue forze in una manovra frontale verso le posizioni di Wrede. Napoleone ordinò alle forze del maresciallo Victor di formare l'ala sinistra e di risalire il corso del fiume Kinzig, mentre il corpo di Macdonald e la Guardia imperiale dovevano penetrare nella foresta di Lamboi; parte della cavalleria della Guardia, sotto il comando del generale Charles Lefebvre-Desnouettes, fu distaccata più a nord per coprire il fianco dell'armata. Napoleone studiò la posizione assunta da Wrede e individuò subito il suo principale punto debole: la maggior parte dell'armata austro-bavarese era schierata con il fiume Kinzig alle spalle, il quale avrebbe agito come una barriera nel caso fosse stato necessario ritirarsi; dopo aver visto la posizione assunta da Wrede, Napoleone commentò sarcastico: «Ho fatto di Wrede un conte ma è oltre le mie possibilità fare di lui un generale».

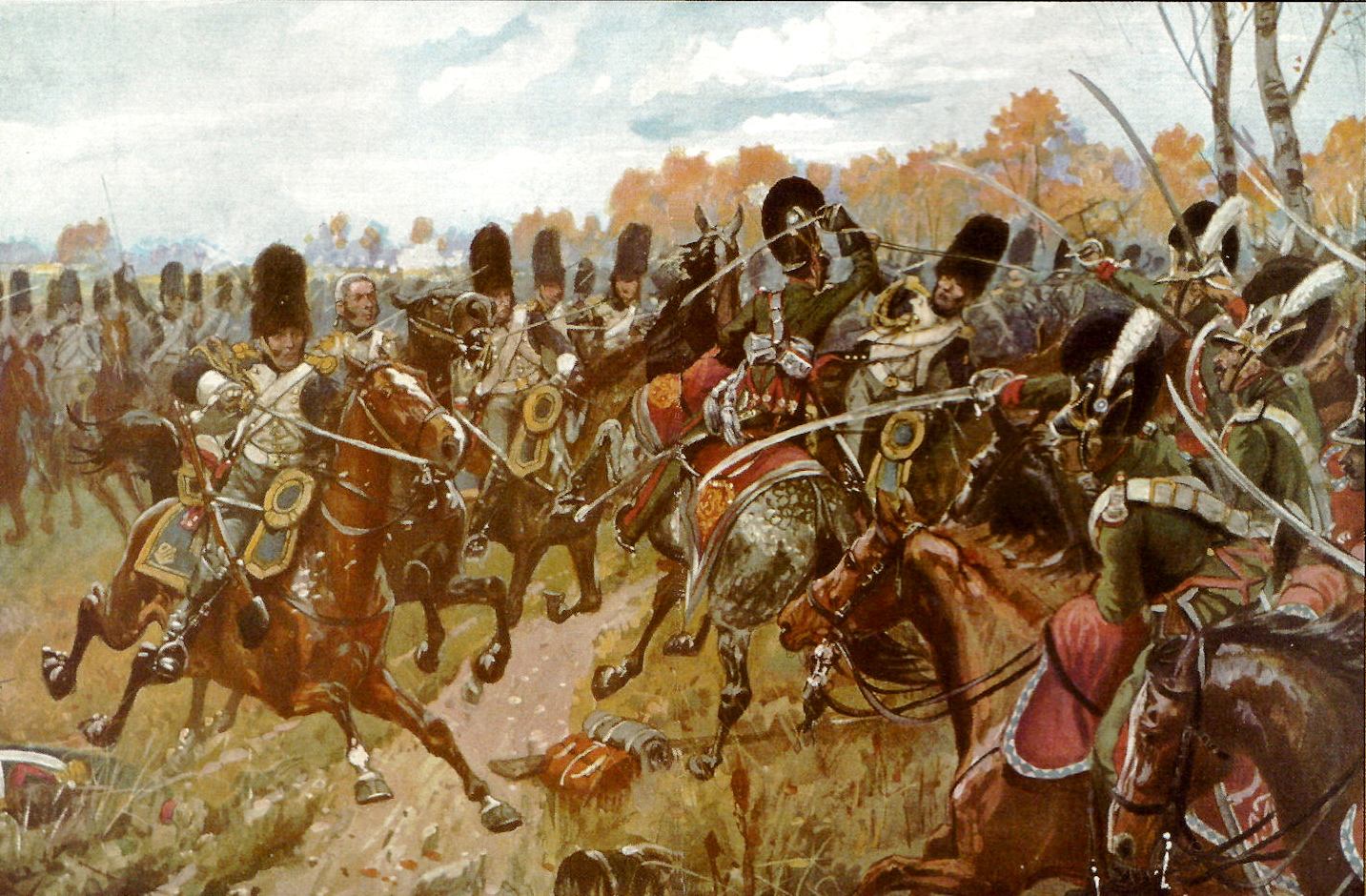
I granatieri a cavallo della Guardia imperiale affrontano la cavalleria bavarese ad Hanau in un quadro di Richard Knötel

### Lo scontro
Le unità francesi iniziarono la marcia alla volta di Hanau nelle prime ore del 30 ottobre. Si verificarono subito scontri e schermaglie con le unità avanzate posizionate da Wrede nella foresta di Lamboi, con la fitta vegetazione che copriva i movimenti dei francesi; entro mezzogiorno la fanteria di Macdonald aveva ripulito la foresta davanti al centro dell'armata austro-bavarese, ma i tentativi di spingersi in avanti nel terreno aperto a ovest di essa furono respinti dal pesante fuoco riversato dalle posizioni nemiche: Macdonald richiese a Napoleone l'assistenza della Guardia imperiale, continuando nel frattempo una serie di piccoli assalti per tenere impegnata la linea nemica. Il comandante dell'artiglieria della Guardia, generale Antoine Drouot, individuò un sentiero nella foresta di Lamboi attraverso cui i cannoni francesi potevano essere mossi in direzione della sinistra di Wrede: i cacciatori della Vecchia Guardia ripulirono la zona dai distaccamenti nemici, e Drouot ammassò una batteria di 50 cannoni al limitare del bosco sotto la protezione della cavalleria della Guardia e del corpo di Sebastiani.

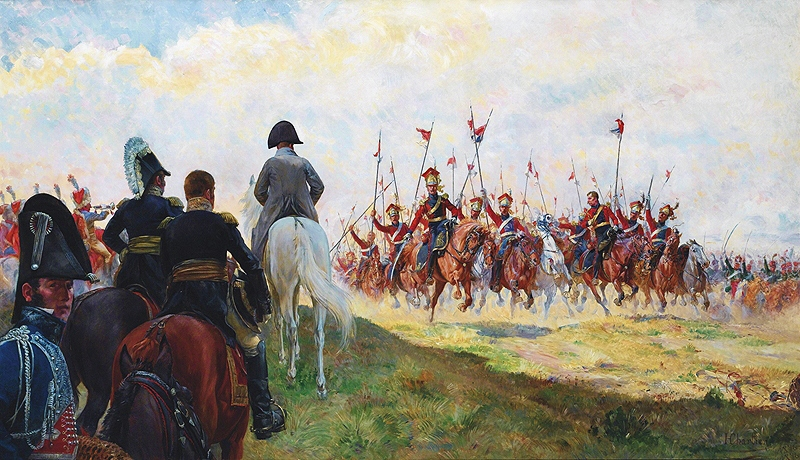
I "lancieri rossi" della Guardia sfilano davanti Napoleone ad Hanau in un quadro di Henri Chartier

Il fuoco dei cannoni di Drout mise fuori combattimento i 28 pezzi d'artiglieria della sinistra dei coalizzati, dirigendo poi il tiro sulle truppe nemiche; la cavalleria bavarese lanciò una carica in direzione dei cannoni francesi, ma gli artiglieri di Drout tennero le loro posizioni e i bavaresi furono respinti da una controcarica della cavalleria della Guardia. Il centro dello schieramento austro-bavarese iniziò a spostarsi verso sinistra per soccorrere la sua ala in difficoltà, ma fu investito da un pesante fuoco dell'artiglieria francese e poi caricato dalla cavalleria nemica, arretrando disordinatamente verso la riva del Kinzig dove molti uomini finirono annegati. Wrede tentò di soccorrere le sue forze richiamando truppe supplementari dall'ala destra, ma il movimento attraverso l'unico ponte di Lamboi si rivelò difficoltoso a causa degli ingorghi di traffico, situazione aggravata dagli attacchi della fanteria francese del corpo di Victor: dopo scontri altalenanti, le unità dei coalizzati furono ributtate indietro con molti uomini che finirono nelle acque del fiume.
Wrede riuscì infine a stabilire una posizione a sud del Kinzig, con la sua destra al ponte di Lamboi e il resto delle sue forze tra il ponte e il corso del fiume Meno a sud-ovest passando attraverso l'abitato di Hanau; la prima preoccupazione di Napoleone era di proseguire la ritirata e non fu quindi fatto alcun tentativo di inseguire il nemico sconfitto: nelle prime ore del 31 ottobre l'artiglieria francese bombardò pesantemente Hanau inducendo gli austro-bavaresi ad abbandonare la città, poi brevemente occupata dai francesi più tardi quello stesso giorno. Le unità di Napoleone poterono quindi continuare a percorrere la strada per Francoforte, continuando la ritirata alla volta del Reno.

## Conseguenze
La battaglia di Hanau costò all'armata austro-bavarese più di 9 000 perdite tra morti, feriti e prigionieri; le perdite dei francesi nello scontro sono difficili da stimare ma comunque risultarono inferiori a quelle dei coalizzati, anche se tra il 28 ottobre e il 2 novembre ben 10 000 soldati francesi furono fatti prigionieri dal nemico come sbandati o perché sorpresi in distaccamenti isolati.
Mentre occupava Hanau Wrede aveva inviato la divisione bavarese del generale Rechberg a prendere possesso di Francoforte, ma questi, informato della sconfitta dei coalizzati e con le unità di Napoleone in avvicinamento, decise di ritirarsi e le truppe francesi entrarono in città il 2 novembre senza incontrare resistenza. Una volta a Francoforte, i francesi non dovettero affrontare più ostacoli e la ritirata sulla riva sinistra del Reno fu completata nel giro di pochi giorni: Napoleone era riuscito a districare dalla Germania con successo circa 70 000 uomini in buon ordine più alcune migliaia di sbandanti, un buon successo che tuttavia riduceva appena la portata dell'ampio disastro riportato dall'imperatore nella campagna tedesca, con la Grande Armata annientata per la seconda volta nel giro di un anno dopo la disfatta nella campagna di Russia e con la stessa Francia ora a rischio di un'invasione da parte dei coalizzati.